# Der erste Frühlingstag (1956)
Der erste Frühlingstag ist eine deutsche Ehekomödie aus dem Jahre 1956 von Helmut Weiss mit Luise Ullrich, Paul Dahlke und Robert Freitag in den Hauptrollen. In weiteren tragenden Rollen sind die Altstars Fita Benkhoff, Gustav Fröhlich und Heli Finkenzeller zu sehen. Die Geschichte basiert auf dem englischen Bühnenstück Call It a Day (1935) von Dodie Smith.

## Handlung
Der erste Frühlingstag im Jahr … da schießen die Endorphine ins Kraut. Doch ausgerechnet bei Dolly und ihrem Mann Robert Hiller, die seit 20 Jahren glücklich verheiratet sind, scheint sich an diesem Tag alles ins Gegenteil zu verkehren, und beide werden von argen Versuchungen herausgefordert. Denn am ersten Frühlingstag wird das Eheglück der Hillers auf eine ebenso schwere wie ernste Probe gestellt: Dolly lernt den schmucken und weltgewandten Bruno kennen, der gerade aus Afrika heimgekehrt ist, um für sich die Frau fürs Leben zu suchen. Die bekannte Sängerin Bettina Morelli wiederum macht ausgerechnet heute Robert wie schon so manches Mal davor schöne Augen. 
Doch die beiden reifen Hillers stehen mit ihren Hormonturbulenzen nicht allein da. Sie haben drei junge und zum Teil bereits erwachsene Kinder, die gerade selbst die ersten Wirbelstürme der Gefühle durchleben, von der ersten Liebe über den kleinen Kummer bis zur großen Enttäuschung. Erst als sich um Mitternacht alle Familienmitglieder wieder daheim einfinden und sich das flirtwillige Ehepaar Dolly und Robert ausspricht, findet ein ebenso turbulenter wie anstrengender und erkenntnisreicher Tag sein Ende. 

## Produktionsnotizen
Der erste Frühlingstag entstand zwischen dem 17. April und dem 24. Mai 1956 in Berlin. Die Uraufführung war am 5. Juli 1956 in Berlins Marmorhaus. Am 16. Oktober 1993 lief der Streifen erstmals im deutschen Fernsehen (RTL2).
Alf Teichs war Chefdramaturg, Horst Wendlandt übernahm die Herstellungsleitung. Das Ehepaar Mathias Matthies und Ellen Schmidt gestaltete die Filmbauten, Maria Brauner entwarf die Kostüme.

## Kritiken
Der Spiegel schrieb: “Drei Drehbuch-Autoren haben die schon etwas welke Familienkomödie von Dodie Smith mit modischem Jargon, Diät-Pointen und Grace-Kelly-Anspielungen aufgefrischt. Von den sechs Frühlingspärchen, die der Film zusammenfügt, ist eines an Anmut und Witz den übrigen weit voraus: die reife Familienmutter (Luise Ullrich) und der Farmer, der sie nach Afrika mitnehmen möchte (Robert Freitag). Die Ullrich gewinnt ihrer Standardrolle, der zur eigenen holden Überraschung doch wieder umworbenen Vierzigerin, noch immer neue kokett-herzliche Nuancen ab.”
Im Lexikon des Internationalen Films heißt es: „Luise Ullrich in einer ihrer Standardrollen als patente Durchschnittsfrau.“
Cinema urteilte: „Altmodisch aber ansehbar“